# کارل فون‌آورس
کارل فون‌آورس (آلمانی: Karl von Auwers؛ ۱۶ سپتامبر ۱۸۶۳ – ۳ مهٔ ۱۹۳۹) یک شیمی‌دان اهل آلمان بود.